# Poble Indígena de Biafra
El Poble Indígena de Biafra (conegut per les seves sigles en anglès, Indigenous People of Biafra, IPOB) és un grup separatista establert a Nigèria que lluita per restaurar la República de Biafra, un país que es va separar de Nigèria abans de la Guerra Civil nigeriana (1967-1970) per ser reabsorbit després de la victòria de l'exèrcit nigerià. Des de 2021, l'IPOB i d'altres grups separatistes han estat fent guerra de guerrilles al sud-est de l'actual Nigèria. El grup va ser fundat el 2012 per Nnamdi Kanu, un activista polític anglonigerià, conegut per defensar el moviment d'independència de Biafra. Segons la Llei Nigeriana, el grup es considera una organització terrorista des de 2017. Des de maig de 2022, el Regne Unit va començar a negar asil als membres d'IPOB, tot i que va aclarir que no havia estat designat com a organització terrorista.
Nnamdi Kanu va crear ll'IPOB després d'obtenir certa fama amb les seves emissions a Radio Biafra, que va començar el 2009 des de Londres. Kanu va ser arrestat per les forces de seguretat nigerianes el 19 d'octubre de 2015, acusat amb els càrrecs de “sedició, incitació ètnica i delicte de traïció.”